# Avenida de Antonio Maura
La avenida de Antonio Maura es una avenida situada en la ciudad de Palma de Mallorca, capital de las Islas Baleares, en España. Lleva el nombre de Antonio Maura, abogado nacido en la ciudad que desempeñó el cargo de presidente del Consejo de Ministros en repetidas ocasiones entre 1903 y 1922. La avenida está situada en el Distrito Centro y delimita los barrios de La Lonja-Borne y La Seu. Se extiende hasta el Muelle Viejo, donde conecta con el Paseo Sagrera, la Avenida de Gabriel Roca o la Autovía de Levante, desde la Plaza de la Reina, donde nacen otras vías principales del centro de la ciudad como el Paseo del Borne o la Calle Conquistador. No es una vía muy extensa, tiene una longitud total de 350 metros. 
En ella se encuentra una de las zonas verdes más concurridas de toda Palma, los Jardines del Huerto del Rey, edificados sobre un antiguo teatro - el Teatro Lírico - y situados entre la catedral y la avenida. En la acera opuesta a los jardines se encuentran diversas cafeterías y locales comerciales. La avenida cuenta también con un aparcamiento subterráneo, inaugurado en el año 2004. Durante su construcción fueron halladas varias ruinas procedentes de la Palma romana, datadas del siglo I a. C. Su descubrimiento no estuvo exento de polémica, ya que tanto el ayuntamiento como el Consejo Insular de Mallorca fueron partidarios de proseguir con las obras y destruir el yacimiento, el cual fue posteriormente restaurado.

## Transporte
En autobús queda conectada mediante las siguientes líneas de la EMT: 
| Línea | Trayecto                        | Recorrido | Frecuencia |
| ----- | ------------------------------- | --------- | ---------- |
| 2     | Circunvalación Centro Histórico | Recorrido | 15 minutos |
| 15    | Plaza de la Reina - El Arenal   | Recorrido | 10 minutos |
| 25    | Arenal Express                  | Recorrido | 25 minutos |